# GNUstep
GNUstep es un conjunto de Frameworks o bibliotecas orientadas a objetos, aplicaciones y herramientas escritas en el lenguaje Objective-C, para el desarrollo de aplicaciones de escritorio. 
Es a su vez una implementación libre de las especificaciones OpenStep, creadas por NeXT, que después fue comprada por Apple. Con el surgimiento del sistema operativo Mac OS X de Apple, basado en OpenStep, GNUstep también planea compatibilidad con este sistema.
GNUstep incorpora dos herramientas de desarrollo (RAD). Project Center, para la creación de proyectos, y GORM, para la creación de interfaces gráficas. Ambas herramientas son las equivalentes a Project Builder e Interface Builder, respectivamente, de NeXTSTEP. 

## Paquetes y Frameworks de GNUstep
GNUstep se conforma básicamente de cuatro paquetes Make, Base, GUI y Back. Cada uno tiene diferentes funciones:
Make
Este paquete facilita la creación de los Makefiles de los proyectos creados con GNUstep. De tal forma que se hace sencilla la configuración, instalación y empaquetado de la aplicación.
Base
Este es el Framework que contiene todas las clases no visuales. Las clases que están basadas en las originales de NeXTSTEP comienzan con las letras NS, y las que han sido añadidas por el proyecto GNUstep comienzan con las letras GS.
GUI
Este es el Framework que contiene todas las clases visuales. Al igual que en el Framework Base las clases que están basadas en las originales de NeXTSTEP comienzan con las letras NS, y las añadidas comienzan con las letras GS.
Back
Este paquete es el Back-end del Framework GUI. Y es el encargado de las rutinas para dibujar los componentes visuales de las aplicaciones creadas con GNUstep.

## Apariencia de las aplicaciones
La apariencia de las aplicaciones hechas con GNUstep se asemeja en general a las creadas con NeXTSTEP. Aunque esta puede variar de un sistema operativo a otro, así como de la configuración de las bibliotecas. En los sistemas GNU/Linux, BSD, Solaris, etc. las aplicaciones tienen un menú vertical y desligado de cualquier ventana. En estos sistemas también se hace uso de los AppIcons y Miniwindows, los cuales pueden ser manejados con la herramienta IconManager (en el escritorio WindowMaker esta herramienta no es necesaria). Sin embargo, es posible configurar GNUstep para utilizar la barra de tareas para minimizar las ventanas, así como configurar las aplicaciones para tener el menú en ventana (aquellas que soporten este estilo).
En el sistema Mac OS el menú es como el de cualquier aplicación nativa de esa plataforma. En el sistema Windows puede tenerse el menú en ventana para las aplicaciones que han sido diseñadas con soportar para este estilo.

## Empresas que utilizan GNUstep
- TestPlant
- Orange Concept
- Brainstorm
- IntarS

## Algunas aplicaciones hechas con GNUstep o que utilizan GNUstep
- Oolite Archivado el 20 de junio de 2010 en Wayback Machine.
- FísicaLab
- PRICE
- GWorkspace

## Aplicaciones portadas de Mac OS a otros sistemas usando GNUstep
- Adun Molecular Simulation
- Cenon
- ToeTag (Editor de niveles para Quake)